# Сањају ли андроиди електричне овце?
Сањају ли андроиди електричне овце? (енгл. Do Androids Dream of Electric Sheep?), такође преведен под насловом Да ли андроиди сањају електричне овце?, научно-фантастични је роман америчког писца Филипа К. Дика који је први пут објављен 1968. године. Радња је смештена у постапокалиптични Сан Франциско, где је живот на Земљи у великој мери уништен глобалним нуклеарним ратом. Главна прича прати Рика Декарда, ловца на уцене који мора да „пензионише” (тј. убије) шесторо одбеглих андроида модела Нексус-6, док споредна радња прати Џона Исидора, човека испод-просечне интелигенције који помаже андроидима у бекству.
По књизи је 1982. снимљен филм Истребљивач. Иако су неки аспекти романа промењени, многи елементи и теме из њега коришћени су у наставку филма из 2017. године, Блејд ранер 2049.

## Радња
У футуристичкој 1992. години (или 2021. у каснијим издањима), након глобалног рата који је учинио Земљину атмосферу високо радиоактивном, већина животињских врста је угрожена или изумрла. Као резултат тога, поседовање правих животиња постало је престижан и скуп статусни симбол, док сиромашни људи могу да приуште само реалистичне електричне роботске имитације животиња. Такође, због радијације, људи су подстицани да се преселе у колоније ван планете уз подстицај у виду бесплатних андроида – роботских слугу толико сличних људима да само тест емпатије може да потврди њихов прави идентитет.
Рик Декард, ловац на уцене за Полицијску управу Сан Франциска, добија задатак да „пензионише” (тј. убије) шест одметнутих и насилних андроида новог модела Нексус-6, који су недавно побегли с Марса и дошли на Земљу. Декард се нада да ће му овај задатак донети довољно новца да купи праву животињу како би заменио своју електричну овцу, чиме би утешио своју депресивну супругу Иран. Прво посећује седиште корпорације Розен у Сијетлу, која производи андроиде, како би потврдио поузданост теста емпатије на новом моделу. Из пословних разлога, корпорација Розен жели да дискредитује тест и скоро успева у томе. Међутим, тест два пута потврђује да је Рејчел Розен, његова домаћица у Сијетлу, заправо андроид Нексус-6, што она на крају и признаје. Декард се враћа у Сан Франциско како би започео лов на побуњене андроиде.
Декард среће и убија совјетског полицијског агента који се испоставља као један од одбеглих андроида Нексус-6 прерушен у човека. Потом прелази на следећу мету – андроида који се представља као оперска певачица. Упознаје је иза позорнице и покушава да јој спроведе тест, али она позива полицију. Декарда хапсе и одводе у полицијску станицу у којој га дочекују непознати полицајци. Службеник по имену Гарланд оптужује Декарда да је и сам андроид са имплантираним сећањима. Међутим, након што тест недвосмислено потврди да је Декардов рад легитиман, Гарланд потеже пиштољ и открива да је цела станица лажна, тврдећи да су и Декард и Фил Реш, ловац на уцене који ради у тој станици, заправо андроиди. Реш, несвестан Гарландове тврдње, пуца му у главу и бежи са Декардом назад до оперске певачице, коју потом немилосрдно „пензионише”. Очајан да сазна истину, Реш моли Декарда да му уради тест емпатије. Резултат показује да Реш има психопатске тенденције, али да је ипак човек. Декард затим тестира и самог себе, потврђујући да је човек, али и да осећа емпатију према одређеним андроидима.
Пошто је тог дана убио три андроида, Декард сада може да купи својој супрузи Иран праву нубијску козу. Његова следећа мета је напуштена зграда у којој се верује да се крију преостала три андроида. Одједном, Декард доживљава халуцинације човека по имену Мерсер, главне мученичке фигуре популарног верског покрета, који је приказиван како га непрестано погађају падајуће стене. Визије Мерсера говоре Декарду да настави мисију, упркос њеној моралној сумњивости. Декард контактира Рејчел Розен, надајући се да ће му њено познавање андроидске психологије помоћи у истрази. Рејчел одбија да му помогне, али пристаје да се нађе с њим у хотелу у замену за то да одустане од свог задатка. У хотелу му открива да је један од бегунаца исти модел као она, што значи да ће морати да убије андроида који изгледа исто као она. Упркос почетним сумњама према Рејчел, Декард ступа у интимни однос с њом, након чега признају љубав једно другом. Рејчел му открива да је спавала са многим ловцима на уцене, јер је програмирана да их заводи како би их одвратила од њихових мисија. Декард прети да ће је убити, али на крају одустаје и одлази у напуштену зграду.
Преостала три андроида покушавају да надмудре Декарда. Једини други становник зграде, Џон Р. Исидор, оштећен радиоактивношћу и човек испод-просечне интелигенције, покушава да се спријатељи с њима. Запањен је када они безосећајно муче и осакате ретког паука ког је пронашао. Декард улази у зграду и поново доживљава чудне, натприродне визије које га упозоравају на заседу. Када андроиди први нападну, Декард добија законско оправдање да их све убије без тестирања. Исидор је сломљен, а Декард добија награду за рекордан број елиминисаних Нексус-6 андроида у једном дану. Када се врати кући, затиче своју супругу Иран у жалости – док је он био одсутан, Рејчел је дошла у њихов стан и убила њихову козу.
Декард путује у ненасељену, разрушену област близу границе са Орегоном како би размислио. Пење се на брдо, где га погађају падајуће стене, схватајући да ово искуство језиво подсећа на страдање пророка Мерсера. Успут наилази на жабу (животињу за коју се веровало да је изумрла), али када се врати кући с њом, доживљава разочарање – Иран открива да је у питању само робот. Док он одлази на спавање, она ипак почиње да брине о електричној жаби.

## Ликови
- Рик Декард, ловац на одбегле андроиде
- Иран Декард, супруга Рика Декарда
- Фил Реш, још један ловац на уцењене андроиде
- Хари Брајант, инспектор полиције
- Џон Исидор, у књизи окарактерисан као особа „пилећег мозга”, који помаже одбеглим андроидима
- Рејчел Розен, андроид који се нуди Рику Декарду да му помогне око хватања одбеглих андроида
- Рој Бејти, одбегли андроид
- Ирмгард, одбегли андроид са Марса
- Гарланд, андроид који се претварао да је полицајац
- Полоков, одбегли андроид са Марса
- Луба, андроид дивног гласа која је певала у опери

## Адаптација
Заплет књиге је служио као примарна основа за филм Истребљивач из 1982. године.

## Номинације за награде
Године 1968. је роман номинован за награду Небула.